# Odpovědnost intelektuálů

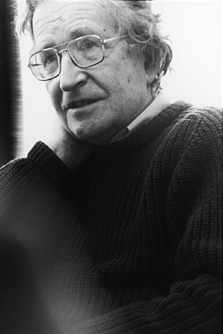
Noam Chomsky (2005)

Odpovědnost intelektuálů (anglicky: The Responsibility of Intellectuals) je esej napsaná americkým akademikem Noamem Chomskym. Esej byla publikována v časopisu The New York Review of Books 23. února 1967. 
Esej je útokem na americkou intelektuální kulturu, o které Chomsky tvrdí, že je široce podřízena moci díky masivní indoktrinaci. Je kritický zejména k sociálním vědcům a technokratům, kteří, jak tvrdí, poskytují pseudovědecké ospravedlnění pro zločiny státu. Esej mu přinesla veřejnou pozornost jako přednímu americkému intelektuálovi v hnutí proti válce ve Vietnamu. Snad v nejdůležitějším eseji knihy Spisovatelé a zodpovědnost intelektuálů se Chomsky vrací ke svému oblíbenému tématu slovy: „Mravní vina těch, kteří ignorují zločiny, jež jsou podle mravních měřítek závažné, je tím větší, čím je společnost svobodnější a otevřenější, takže mohou mluvit svobodněji a jednat účinněji, aby s těmito zločiny skoncovali.
Téma eseje je inspirováno články Dwighta Macdonalda publikované po 2. světové válce, který se „ptá na otázku: do jaké míry jsou Japonci či Němci odpovědní za zvěrstva páchané svými vládami? A docela správně obrací otázku zpátky na nás: do jaké míry jsou Britové a Američané odpovědní za zvrácené teroristické bombové útoky na civilisty, zdokonalení v technice válčení západními demokraciemi vyvrcholující v Hirošimě a Nagasaki, zcela jistě patřící k nejvíce nevýslovným zločinům v historii.“
| „              | V některých intelektuálních kruzích je orientace podle morálních principů považována za naivní anebo pošetilou. K tomuto druhu pitomosti nemám co říci. | “ |
| — Noam Chomsky | |   |